# Banû-Makhzoum

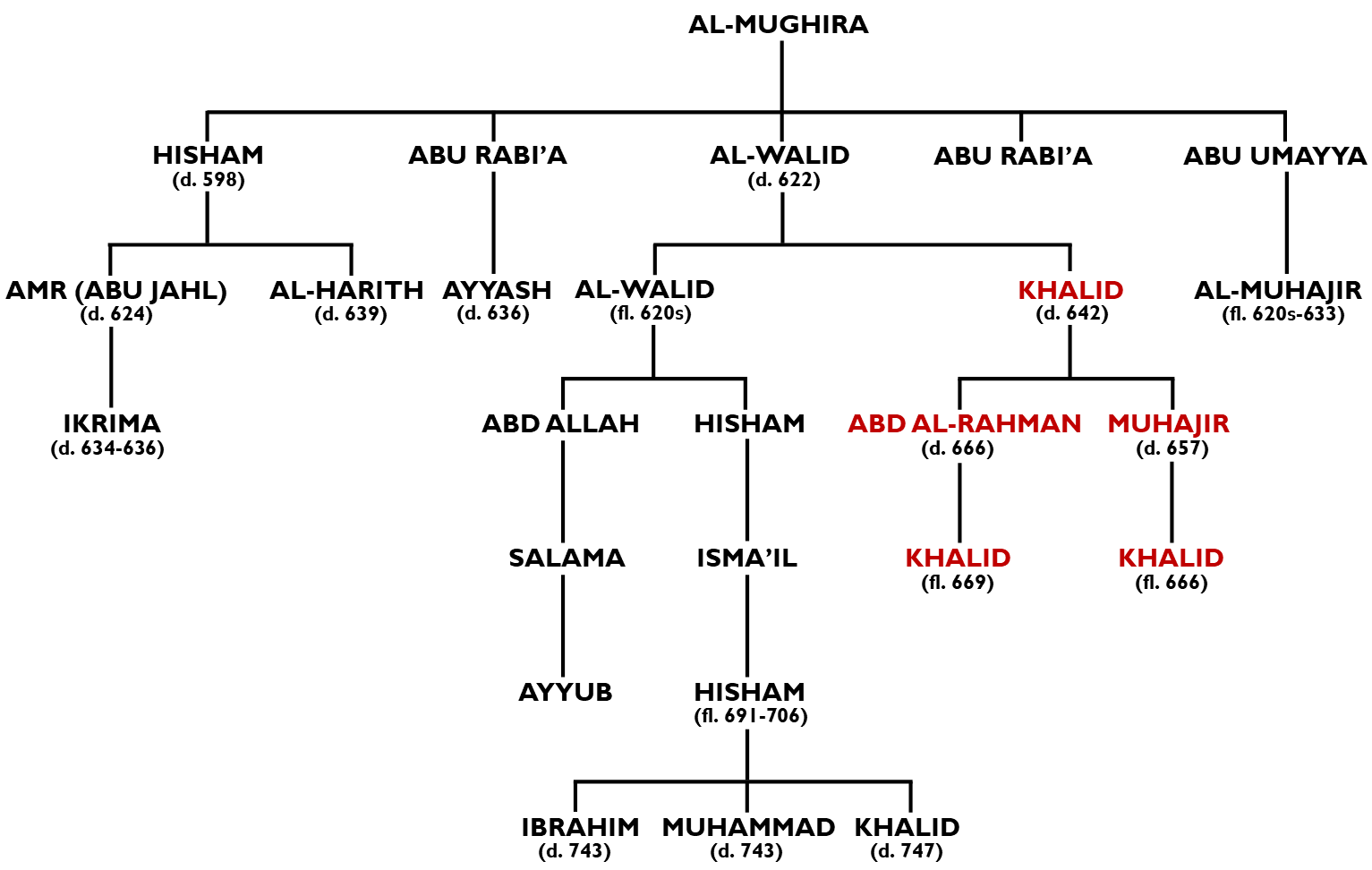
Arbre généalogique des membres éminents du clan Banu Makhzum

Les Banu Makhzum sont un clan important de La Mecque avant l'islam. Ils rivalisaient avec les Banû Umayya et les Banû Hâchim (les deux principales branches d'Abd Manaf),. Ils se trouvaient principalement dans la région du Hedjaz[réf. nécessaire].
Le clan des Banu Makhzoum était le plus puissant, le plus riche et le plus respecté des clans qoraïchites du temps de Mahomet. Ils avaient en outre le commandement de l’armée mecquoise. Leur chef (sayyid) était également le chef de l’ensemble de la tribu de Quraysh, et il présidait le conseil tribal. L’un de leurs chefs et membre célèbre, Abu Umayya Ibn Al-Mughira porta le titre de « roi de Quraysh ».

## Dynasties fondées
- Dynastie Chehab au Liban, notamment la dernière dynastie ayant régnée au Liban
- Sultanat du Choa en Éthiopie
- Sultanat d'Ifat dans une zone comprenant les territoires actuelles d'Éthiopie, de Somalie et Djibouti
- Emirat dans l'Ouest algérien[3]

## Histoire
Les Banu Makhzum étaient l'un des clans les plus riches des Quraysh. Il est considéré comme l'un des trois clans les plus puissants et les plus influents de La Mecque avant l'avènement de l'islam, les deux autres étant les Banu Hashim (la tribu du prophète) et les Banu Umayya,.
Le patriarche du clan est Makhzūm Ibn Yaqaza al-Qurashî. Lorsque Mahomet commença sa prédication, Abu al-Hakâm devint le chef des Banu Makhzum à la mort d'Al-Walîd Ibn Al-Mughîra. Il présidait les réunions des qoraïchites au Dar al-Nadwa. Sous sa siâda, le clan était opposé au prophète Mahomet. En janvier 630, le fils d'Abu al-Hakâm, 'Ikrima ibn Abî al-Hakām, refuse d'établir des relations avec Mahomet, mais de nombreux membres du clan le rejoignent. Le plus célèbre d'entre eux est Khalid ibn al-Walid, qui a participé à la conquête de la Mecque par les musulmans[réf. nécessaire].
Plusieurs membres du clan ont dirigé la conquête de l'islam[réf. nécessaire]. D'autres ont joué des rôles importants au Yémen comme Al-Muhājir ibn Abî Umayya qui a été nommé gouverneur de Sanaa en 631, ou Abd-Allah ibn Abî Rabi’ah al-Janad qui a été nommé gouverneur du Yémen.

## Membres notables
- Khalid ibn al walid, considéré comme le meilleur général musulman de l'histoire et compagnon du prophète[6]
- Fatima bint Amr, grand-mère paternel du prophète
- Oumm Salama bint Abi Oumaya, femme du prophète[7]

### Les Makhzoumites de Cordoue
Les Banu Makhzum, furent l’un des premiers clans arabes à immigrer vers Al-Andalus. Ils vivaient à Cordoue (la capitale omeyyade), dans l’un de ses faubourgs verdoyants, appelé El–Rassafa. Le poète andalou Ahmad Ibn Zaydoun, était un membre des Banu Makhzum cordouans.